# 门加夫里尔
门加夫里尔，是西班牙埃斯特雷马杜拉巴达霍斯省的一个市镇。总面积44平方公里，总人口451人（2001年），人口密度10人/平方公里。